# Dunash ben Labrat
Dunash ben Labrat, דוֹנָש בֵּן לָבְרָט en hebreo y دناش بن لبراطen árabe (posiblemente en Fez (actual Marruecos, c. 920-990) fue un poeta, escoliasta y gramático judío de Al-Ándalus. Destacó sobre todo en el cultivo del piyyut, composición de carácter litúrgico, aunque fue también autor de obras de poesía secular.
Discípulo del gaón Seadya, fue rabino, posiblemente en Córdoba, durante el califato. Estuvo bajo la protección del poderoso dignatario judío de la corte omeya Hasdai ibn Shaprut, de quien fue secretario.

## Poesía
Dunash fue un poeta en lengua hebrea, el primero en adaptar la métrica árabe a la poesía en hebreo. La poesía árabe tradicional estaba basada en la cantidad vocálica (distinción entre vocales cortas y largas), que no existía en hebreo. Dunash sustituyó este rasgo por el timbre de las vocales, estableciendo las bases de una nueva métrica hebrea, que alcanzaría gran difusión en la poesía hebrea medieval. Introdujo también en la lírica hebrea la estructura de la casida árabe. 
Sus innovaciones fueron objeto en la época de numerosas críticas en la época, ya que afectaban a los piyyutim (singular piyyut), un género poético de carácter litúrgico cuya tradición estaba muy arraigada. Fue criticado sobre todo por los discípulos de Menajem ben Saruc, quienes le acusaban de corromper la lengua hebrea con sus innovaciones procedentes del árabe.
Algunos de sus poemas han sido incorporados a la liturgia judía, como las canciones Dror Yikra y Dvai Hasair. Salomón ibn Gabirol se refirió a él como el más importante poeta de su tiempo.

### Enigmas
Los acertijos en verso de Dunash ben Labrat se observan como algunos de los primeros acertijos hebreos registrados. Aquí hay un ejemplo de un poema que contiene diez acertijos:
| Enigma no. | Texto hebreo | Traducción Española | Soluciones                                                        |
| ---------- | --- | --- | ----------------------------------------------------------------- |
| 1          | אֱמוׂר מַה גּוּף כְּמוׂ כֶסֶף מְזֻקָּק וְעוׂד [...]א כמררה ש א[נו] כְּרֵיחוׂ יַשׁ לְכָל רוּהוׂת רְווָחָה וּמֵי מִתְקׂ[ו יְרַו] אֶת צְמְא[וׂנוׂ]           | Dimé que cosa es como plata refinada y [sabe] como refrescante ambrosia. Con su aroma un solaz en todas las direcciones se expande. Las aguas de su dulzura irrigan a los sedientos.          | la manzana                                                        |
| 2          | וּמַה קּוּפָה אֲשֶׁר לׂא הִיא מְלַיאָה וְלׂא רֵ[יקָה וְ]כָל קוּפוׂת עֲשוּפוׂת עֲשוּיוׂת יְלָהּ בָּנוׂת שְׁהוׂרוׂת וְנַם אֲדֻוּמּוׂת בְּמִטְפָ[חוׂת יְרַ]קְרַקּוׂת כְּסוּיוׂת | ¿Cuál es la cápsula que no está llena ni tampoco va[cía] y todas una misma hechura? Hijas negras tiene y rojas, y recubierta está de caparazón verdeante.                                     | la sandía                                                         |
| 3          | וּמַה בּוׂכָה בְּלׂא עַיִן דְּמָעוׂת וּמַרְאָה [כל וְלא] רוׂאָה לבוּשָׁהּ וְנִשְׁמָתָהּ בְּעֵת תִּקְרַב לְמוׂתָהּ יְחַייֶהָ אֲשֶׁר גּוׂזֵר לְרׂאשָׁהּ                      | ¿Quién llora sin que tenga lágrimas en los ojos? Todo lo muestra, pero no ve su vestido. Su ser, cuando se acerca la hora de la muerte, revive, tan pronto se le corta la cabeza.             | el pabilo                                                         |
| 4          | וּמַה דּוׂבַר בְּלׂא לָשׁׂן וְלׂא פֶה וּמֵאֵין קוׂל [יְ]כוׂנֵן אֶת דְּבָרָיו בְּלׂא אַסוׂר יְפַסֵּחַ בְּעָָיו וְיַדְלִינֵם בּעֵת [יְ]בּוּ אֲסוּ[רָיו]                 | ¿Quién habla sin tener lengua ni boca ni voz que module sus palabras? Sin ataduras hace cojear a sus dueños y los hace brincar cuando aumenta sus lazos                                       | la pluma                                                          |
| 5          | וּמַה דּוׂבַר בְּכָל לָשׁוׂן בְּרָכְבּוׂ וּפִיו יָרוּק בְּ[סַ]ס מָוֶת וְחַיִים וּמַה דּוׂבַר בְּכָל לשׁוׂן בְּרָכְבּוׂ כְּנַעַר א[וׂ] כְּאַחַד הָעֲנִיִים                  | ¿Quién habla en toda lengua cuando cabalga y su boca escupe el veneno de la muerte o de la vida? Mudo es cuando descanda y sordo, como un ignorante o como un desvalido.                      | la pluma                                                          |
| 6          | אֱמׂר מֶה הִיא אֲרוּסָה לׂא אֲסוּרָה לְבוׂעֵל בֶּהּ לְעֵינֵי הַמְּאָרַס וּמֻתָרֶת לְהָאוׂרֵס תְּחִלָּה בְּחַיֵי בוׂעֲלָהּ אוׂתָהּ לְאָרֵס                            | Dime cuál es la desposada que no está prohibida a otro varón a los ojos mismos del que la desposó. Está permitida al que la desposó primero y, en vida del marido, puede desposarse de nuevo. | la tierra (Rodríguez) aguja (Aluny)                               |
| 7          | וּמִי הַבַּן אֲשָׁר יִבְעַל בְּאִמּוׂ וְהוּא אַרַס וְלׂא יֵבוׂשׁ כְּזוׂנָה וְיִרְצֶשַׂהוּ צוּר וְלָ[ד]וׂ וְלּא יִכָּרְתוּ לוׂ עַר וְעוׂנָה                           | ¿Quién es el hijo que se casa con su madre, la desposa y no se avergüenza como libertino? Su Hacedor, la Roca, que lo formá, lo tolera, y no lo exterminará ni el maestro ni el discípulo.    | el gallo (Rodríguez) sabiduría (Aluny)                            |
| 8          | וּמָה הוּא עֵץ עֲנָפָיו בֶּאֲדָמָה וְשֶׁרָשָׁיו בְּרָאָם אֵל בְּרוּמוׂ אֲשֶׁר יִתֵּן פְּרִי נָעִים בְּעִתּוׂ וְאִם יֻתַּשׁ בְּכָל יוׂם מִמְּקוׂמוׂ                         | ¿Cuál es el árbol que tiene las ramas en tierra mientras que sus raíces las creó Dios en las alturas? Que da agradables frutos en su tiempo, aunque cada día se desplante de su sitio.        | el sol (Rogríguez)                                                |
| 9          | וּמַה שָׁחוׂר וְגַם אָדוׂם יְרוּצוּן שׁנֵי מַתִים אֲלַיהֶם כֵּעֲבָדִים בְּהֶאֶחֶד רְפוּאָה גַם חְּעָלֶה וְהַשֵׁנִי עֲדִי בַּת הַנְּגִידִים                          | ¿Qué cosa negra y qué cosa roja corren y tiene dos muertos como servidores? En el uno está la medicina y el remedio; en el otro, el ornato de las princessas.                                 | el día y la noche (Rogríguez) a solución no aparece clara (Aluny) |
| 10         | וּבֶאַרּ לִי בְּנִי מָה הַן בְּתוּלוׂת לְעוׂלֶם לׂא תְּהֵא לֶהֶן בְּעִיל[וׂת] והַן טוׂכוׂת יְפיפיוׂת כְּלוּלוׂת מְסוּתָרוׂת כְּמוׂ גַנּוׂת נְעולות              | Explícame, hijo mío, cuáles son las vírgenes que jamás reciben varón. Hermosas tornan, íntegras, cerradas con jardines cercados.                                                              | a solución no aparece clara                                       |

## Gramática
Como gramático, su obra más importante son las Tesubot ("Respuestas"), libro en el que critica duramente la principal obra de Ben Saruc, el libro Majbéret ("Cuaderno"), por razones tanto filológicas como religiosas (Dunash defendía la ortodoxia frente a ben Saruc, cuya obra estaba influida por el caraísmo). Dunash dedicó su Tesubot al príncipe (nasi) de los judíos de España y principal protector suyo, Hasdai ibn Shaprut, en un poema laudatorio que es el primer ejemplo de su adaptación al hebreo de la métrica árabe. 
En las Tesubot, Dunash introdujo por primera vez en la gramática hebrea nociones como la distinción entre verbos transitivos e intransitivos, o entre raíces fuertes y débiles, además de ser el primero en hacer una lista de verbos según sus raíces de tres letras. Acusa a Seruq de ser incapaz de percibir la estrecha relación entre las lenguas hebrea y árabe.